# DAYTIME協定
DAYTIME協定（英語：Daytime protocol）是一個1983年在RFC 867內定義的通訊協定。
主機可以用传输控制协议（TCP）或用户数据报协议（UDP）的端口 13連接支援DAYTIME協定的伺服器。
伺服器會以ASCII字元傳回當時日期及時間，格式未要求，可能类似：星期, 月 日, 年 时区。例如：Tuesday, February 22, 1982 18:45:59-PST
它也用作測試電腦網絡的联通性，现在測試網絡的方法已經轉為用ping或traceroute。

## Inetd实现
在類UNIX作業系統中，DAYTIME時間伺服器通常内置在inetd（或xinetd）守护进程中。该服务通常非預設启用的。在/etc/inetd.conf檔案中添加下列行并告知inetd重新加载配置文件后可以開啟此服務：
```
daytime   stream  tcp     nowait  root    internal
daytime   stream  tcp6    nowait  root    internal
daytime   dgram   udp     wait    root    internal
daytime   dgram   udp6    wait    root    internal
```

## 參看
- TCP/IP端口列表
- ECHO協定
- DISCARD協定
- 時間協定
- CHARGEN協定
- 網絡時間協定

## 外部連結
- RFC 867（英文）
- 支持此协议的NIST时间服务器列表（页面存档备份，存于）（英文）